# Fredrik Letzler
Fredrik Lars-Owe Letzler (Västerhaninge, 17 de febrero de 1972) es un deportista sueco que compitió en natación, especialista en el estilo libre.
Ganó dos medallas de plata en el Campeonato Mundial de Natación en Piscina Corta de 1997 y dos medallas en el Campeonato Europeo de Natación, plata en 1993 y bronce en 1995.
Participó en dos Juegos Olímpicos de Verano, ocupando el quinto lugar en Barcelona 1992 y el séptimo en Atlanta 1996, en la prueba de 4 × 100 m libre.

## Palmarés internacional
| Campeonato Mundial en Piscina Corta | Campeonato Mundial en Piscina Corta | Campeonato Mundial en Piscina Corta | Campeonato Mundial en Piscina Corta |
| Año                                 | Lugar                               | Medalla                             | Prueba                              |
| ----------------------------------- | ----------------------------------- | ----------------------------------- | ----------------------------------- |
| 1997                                | Gotemburgo (Suecia)                 | Medalla de plata                    | 4 × 100 m libre                     |
| 1997                                | Gotemburgo (Suecia)                 | Medalla de plata                    | 4 × 200 m libre                     |
| Campeonato Europeo                  |                                     |                                     |                                     |
| Año                                 | Lugar                               | Medalla                             | Prueba                              |
| 1993                                | Sheffield (Reino Unido)             | Medalla de plata                    | 4 × 100 m libre                     |
| 1995                                | Viena (Austria)                     | Medalla de bronce                   | 4 × 100 m libre                     |